# Kabinett Salisbury I
Robert Gascoyne-Cecil, 3. Marquess of Salisbury bekleidete zwischen 1885 und 1886 zum ersten Mal das Amt des Premierministers
Das Kabinett Salisbury I wurde im Vereinigten Königreich Großbritannien und Irland am 23. Juni 1885 von Premierminister Robert Gascoyne-Cecil, 3. Marquess of Salisbury von der Conservative Party gebildet und löste die zweite Regierung Gladstone ab. Es befand sich bis zum 1. Februar 1886 im Amt und wurde dann durch das Kabinett Gladstone III abgelöst.

## Kabinettsmitglieder
Dem Kabinett gehörten folgende Mitglieder an:
| Amt                              | Amtsinhaber                                                        | Beginn der Amtszeit           | Ende der Amtszeit               |
| -------------------------------- | ------------------------------------------------------------------ | ----------------------------- | ------------------------------- |
| Premierminister Außenminister    | Robert Gascoyne-Cecil, 3. Marquess of Salisbury                    | 23. Juni 1885                 | 1. Februar 1886                 |
| Erster Lord des Schatzsamtes     | Stafford Northcote, 1. Earl of Iddesleigh                          | 24. Juni 1885                 | 1. Februar 1886                 |
| Lordkanzler                      | Hardinge Giffard, 1. Baron Halsbury                                | 24. Juni 1885                 | 1. Februar 1886                 |
| Präsident des Geheimen Kronrates | Gathorne Gathorne-Hardy, 1. Viscount Cranbrook                     | 24. Juni 1885                 | 1. Februar 1886                 |
| Lordsiegelbewahrer               | Dudley Ryder, 3. Earl of Harrowby                                  | 24. Juni 1885                 | 1. Februar 1886                 |
| Innenminister                    | Richard Cross                                                      | 24. Juni 1885                 | 1. Februar 1886                 |
| Kolonialminister                 | Frederick Stanley                                                  | 24. Juni 1885                 | 28. Januar 1886                 |
| Kriegsminister                   | William Henry Smith Gathorne Gathorne-Hardy, 1. Viscount Cranbrook | 24. Juni 1885 26. Januar 1886 | 26. Januar 1886 1. Februar 1886 |
| Minister für Indien              | Randolph Churchill                                                 | 24. Juni 1885                 | 28. Januar 1886                 |
| Erster Lord der Admiralität      | George Francis Hamilton                                            | 24. Juni 1885                 | 26. Januar 1886                 |
| Schatzkanzler                    | Michael Hicks Beach                                                | 24. Juni 1885                 | 28. Januar 1886                 |
| Handelsminister                  | Charles Gordon-Lennox, 6. Duke of Richmond Edward Stanhope         | 24. Juni 1885 19. August 1885 | 19. August 1885 28. Januar 1886 |
| Postminister                     | John James Manners                                                 | 24. Juni 1885                 | 1. Februar 1886                 |
| Lordleutnant von Irland          | Henry Herbert, 4. Earl of Carnarvon                                | 27. Juni 1885                 | 20. Januar 1886                 |
| Lordkanzler von Irland           | Edward Gibson, 1. Baron Ashbourne                                  | 27. Juni 1885                 | 1. Februar 1886                 |
| Bildungsminister                 | Edward Stanhope                                                    | 24. Juni 1885                 | 17. August 1885                 |
| Minister für Schottland          | Charles Gordon-Lennox, 6. Duke of Richmond                         | 17. August 1885               | 28. Januar 1886                 |
| Chefsekretär für Irland          | William Henry Smith                                                | 23. Januar 1886               | 6. Februar 1886                 |